# Muzeum w Brodnicy
Muzeum w Brodnicy – muzeum z siedzibą w Brodnicy. Placówka jest miejską jednostką organizacyjną.
Muzeum powstało w 1973 roku jako Muzeum Regionalne w Brodnicy. Od 1989 roku placówka używa nazwy Muzeum w Brodnicy. Jej główna siedziba mieści się w barokowym spichlerzu z XVII wieku. Ponadto ekspozycje znajdują się w następujących obiektach:
- podziemiach krzyżackiego zamku z XIV wieku (ul. Zamkowa 1),
- Bramie Chełmińskiej (ul. Mały Rynek 4).

W muzeum prezentowane są następujące wystawy stałe:
- archeologiczna pt. „Życie codzienne mezolitycznych myśliwych z Mszana sprzed 10 000 lat”, ukazująca efekty wykopalisk prowadzonych w rejonie wsi Mszano, związanych z kulturą myśliwską środkowej epoki kamienia (Spichlerz),
- archeologiczna pt. „Region brodnicki w średniowieczu”, zawierająca eksponaty związane z historią ziemi brodnickiej w średniowieczu (do przełomu XV i XVI wieku. Pochodzą one głównie z wykopalisk prowadzonych na terenie Brodnicy oraz Żmijewka, Szczuki, Osieka, Lembarga, Grążąw, Słoszew, Bachotka, Radoszek oraz Jabłonowa Pomorskiego. W ramach ekspozycji prezentowane są przedmioty codziennego użytku, narzędzia rzemieślnicze, militaria (groty kusz, miecze) oraz makiety grodzisk (piwnice zamkowe),
- „Rzeźby i detale architektoniczne z kaplicy zamkowej w Brodnicy”, w ramach której zgromadzono relikty nieistniejącego zamkowego oratorium.

Muzeum jest obiektem całorocznym, czynnym z wyjątkiem poniedziałków (poza sezonem). Wstęp jest płatny.

## Galeria

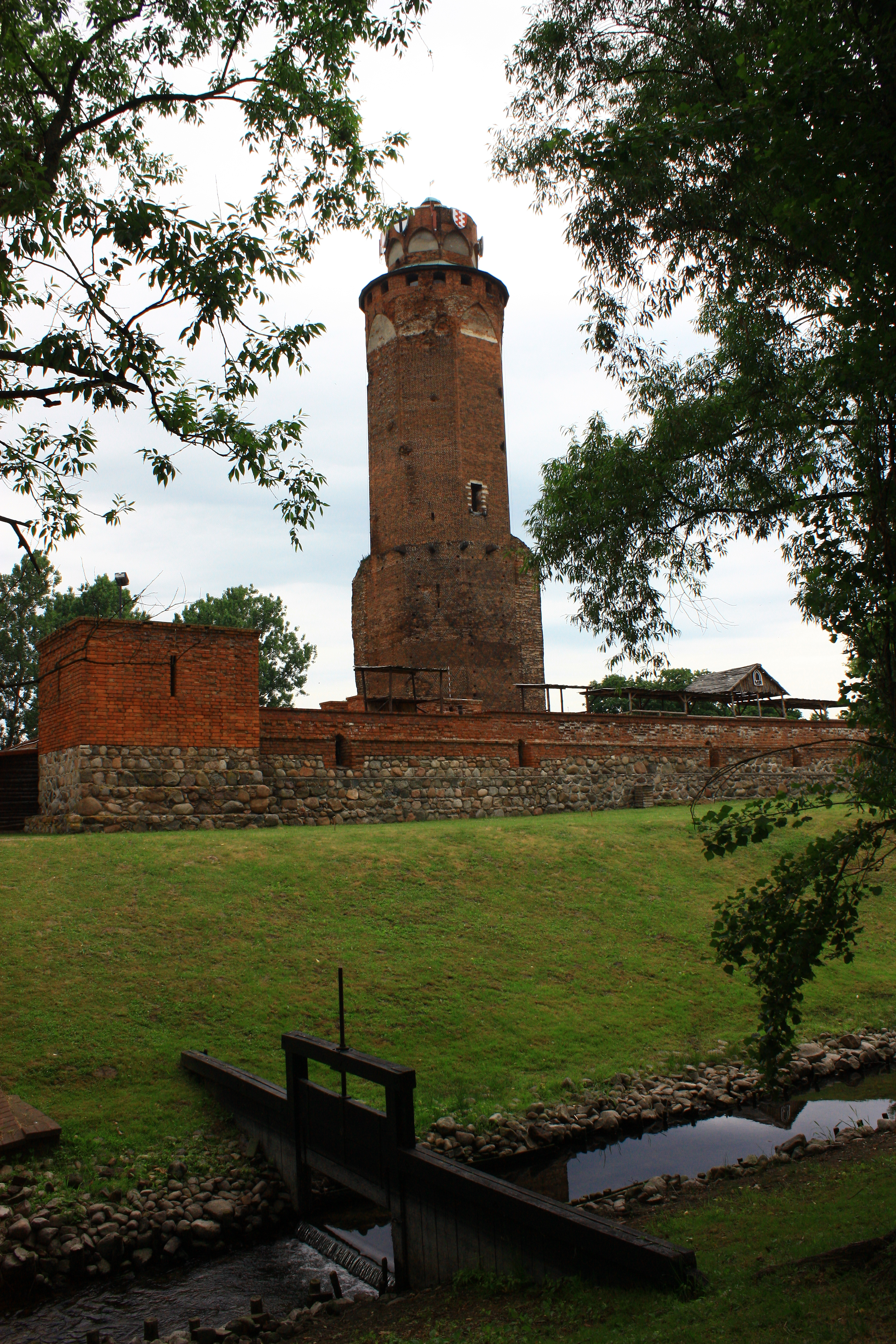
Zamek w Brodnicy
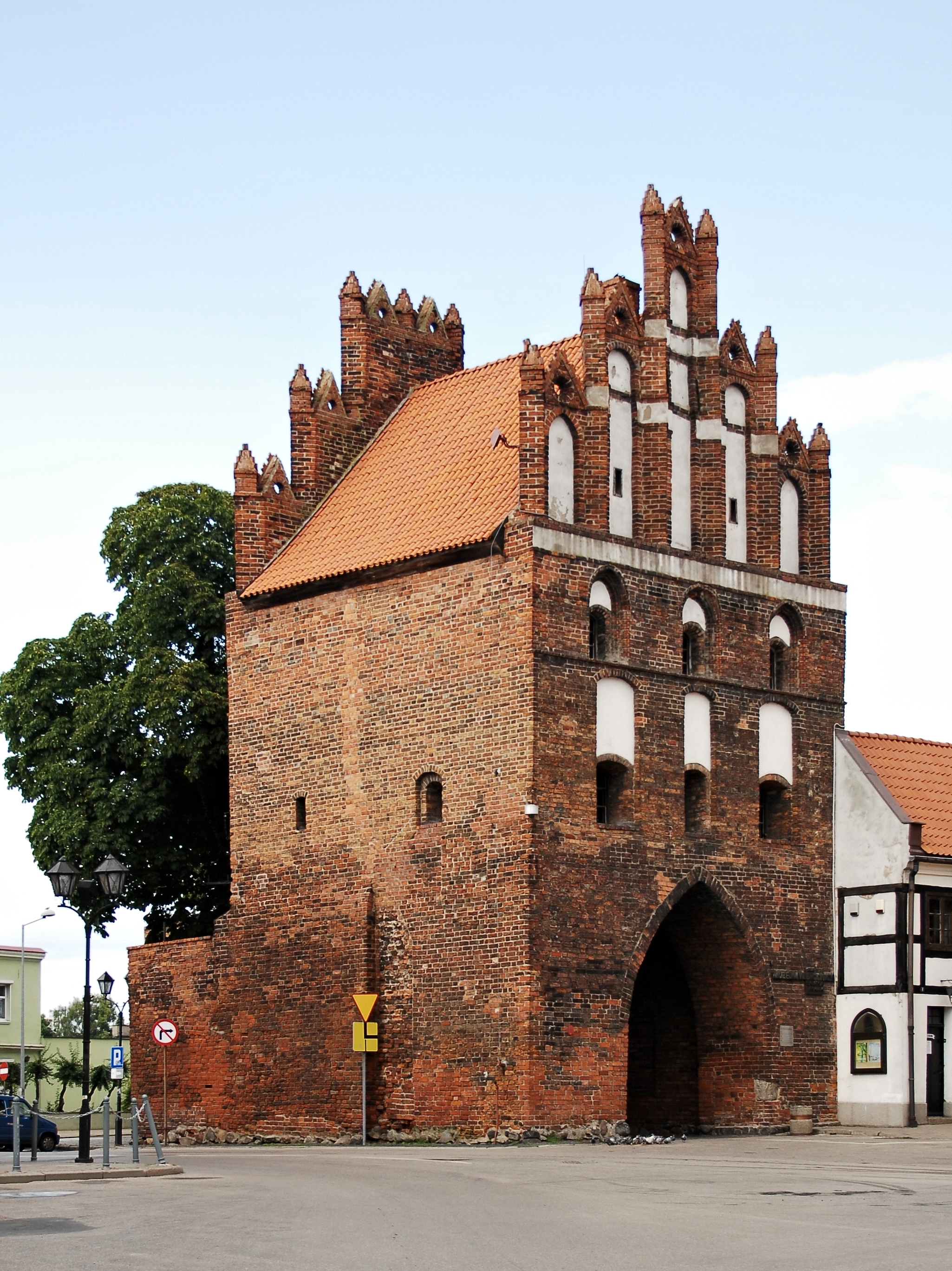
Brama Chełmińska (Kamienna)